# Sintea Mare
Sintea Mare é uma comuna romena localizada no distrito de Arad, na região histórica da Transilvânia. A comuna possui uma área de 118.71 km² e sua população era de 3714 habitantes segundo o censo de 2007.